# Parque de atracciones (historieta)
Parque de atracciones es una historieta de 2003 del autor de cómics español Francisco Ibáñez, perteneciente a su serie Mortadelo y Filemón.

## Trayectoria editorial
Publicada en 2003 en formato álbum Magos del Humor n.º 95 y el 166 de la Colección Olé, fue también publicada en formato electrónico a un precio de 3,99 euros.

## Sinopsis
Están sucediendo cosas muy raras en el parque de atracciones de Port Chifladura. Se sospecha que uno o varios saboteadores están actuando en el parque para que las atracciones funcionen mal. La T.I.A. envía a Mortadelo y Filemón para investigar.
Como siempre,nuestros agentes no paran de causar líos.
¿Cómo acabarán? Habrá que leer hasta la última viñeta.

## Comentarios
Port Chifladura es un nombre gracioso usado para este tebeo del parque de atracciones de Tarragona PortAventura Park. En La Vuelta, Mortadelo, que encabeza el pelotón ciclista, entra al parque de atracciones al confundir un cartel de Port Aventura con Portbou. En la página 19 viñeta 7 Mortadelo menciona el 11-S.